# Alchemilla glacialis
Alchemilla glacialis es una especie de planta del género Alchemilla, perteneciente a la familia Rosaceae.

## Taxonomía
Alchemilla glacialis fue descrita por Robert Buser en 1905.

## Distribución
Se encuentra en el territorio de Francia, Italia y Suiza.